# Reina de Espadas
Reina de Espadas es una serie de televisión de acción y aventuras ambientada en California a principios del siglo XIX que duró una temporada, de 2000 a 2001.
La serie se estrenó el 7 de octubre de 2000. Se habían filmado 22 episodios, pero la serie fue cancelada cuando sólo se habían emitido ocho.

## Argumento
En 1817, una joven aristócrata española, Tessa Alvarado, regresa a la California española después de la muerte de su padre y encuentra su casa en ruinas, y el criado de su padre reducido a robar. El pueblo donde nació está dirigido por un gobernador militarista que abusa de su poder, lo que resulta en injusticias y malas condiciones de vida para sus súbditos. Molesta por el estado de su lugar de nacimiento y por el asesinato de su padre, el camino de Tessa se le revela en un sueño misterioso donde su padre se le acerca y le habla de su asesinato, su tesoro escondido y de su "ángel vengador". Tomará entonces las armas para proteger a la gente del gobernador del pueblo y vengar la muerte de su padre. Tessa hará esto disfrazada detrás de una máscara, convirtiéndose en ese ángel vengador, la Reina de Espadas.
Como Reina de Espadas, Tessa se convierte en un símbolo de esperanza para las personas durante mucho tiempo oprimidas que viven en su ciudad.

## Reparto y personajes
- Tessie Santiago como Doña María Teresa (Tessa) Alvarado/Reina de Espadas.
- Paulina Gálvez como Marta.
- Valentine Pelka como el coronel Luis Ramírez Montoya.
- Anthony Lemke como el capitán Marcus Grisham.
- Peter Wingfield como el doctor Robert Helm.
- Elsa Pataky como Señora Vera Hidalgo.
- Tacho González como Don Gaspar Hidalgo.

Las estrellas invitadas incluyen a David Carradine, Cyrielle Clair, Bo Derek, Cristián de la Fuente, Elizabeth Gracen, Sung-Hi Lee, Simon MacCorkindale, Ralf Moeller y Pepe Sancho. Aparición temprana de Gael García Bernal.

## Producción
La serie fue filmada del 3 de mayo al 12 de diciembre de 2000, principalmente en Texas Hollywood,  Almería, y los alrededores del Desierto de Tabernas con localidades costeras en  San José cerca de Almería. La Alcazaba y Murallas del Cerro de San Cristóbal fueron utilizadas como Madrid y algunos jardines pasaron por el jardín de la hacienda de Don Hidalgo. Los edificios occidentales de Texas Hollywood también se utilizan para la serie, con la cárcel occidental sirviendo de cárcel española y uno de los edificios occidentales grandes fue convertido en un escenario de sonido que contiene las viviendas de la señorita Alvarado Montoya y el coronel.

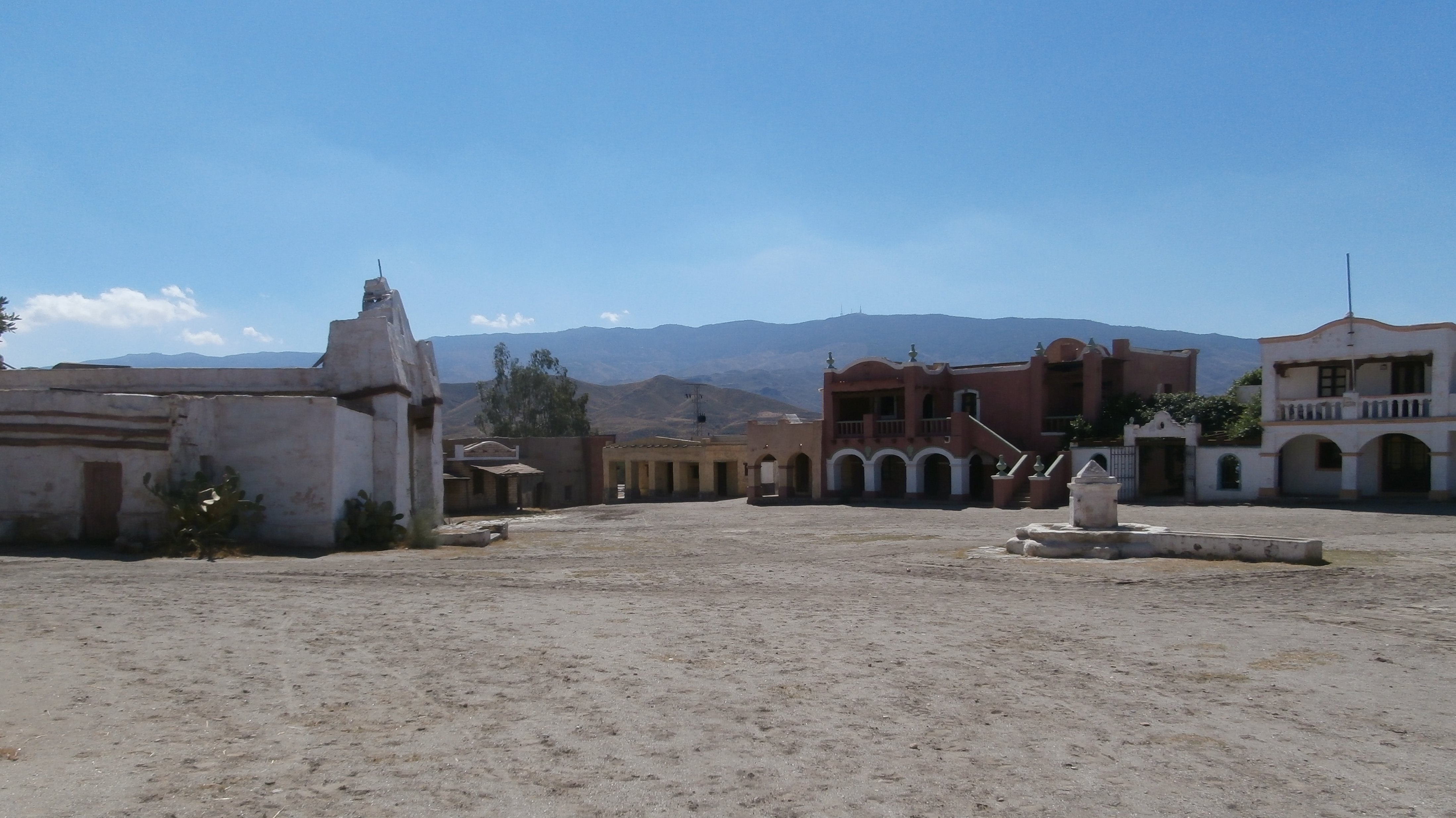
Pueblo en Fort Bravo/Texas Hollywood
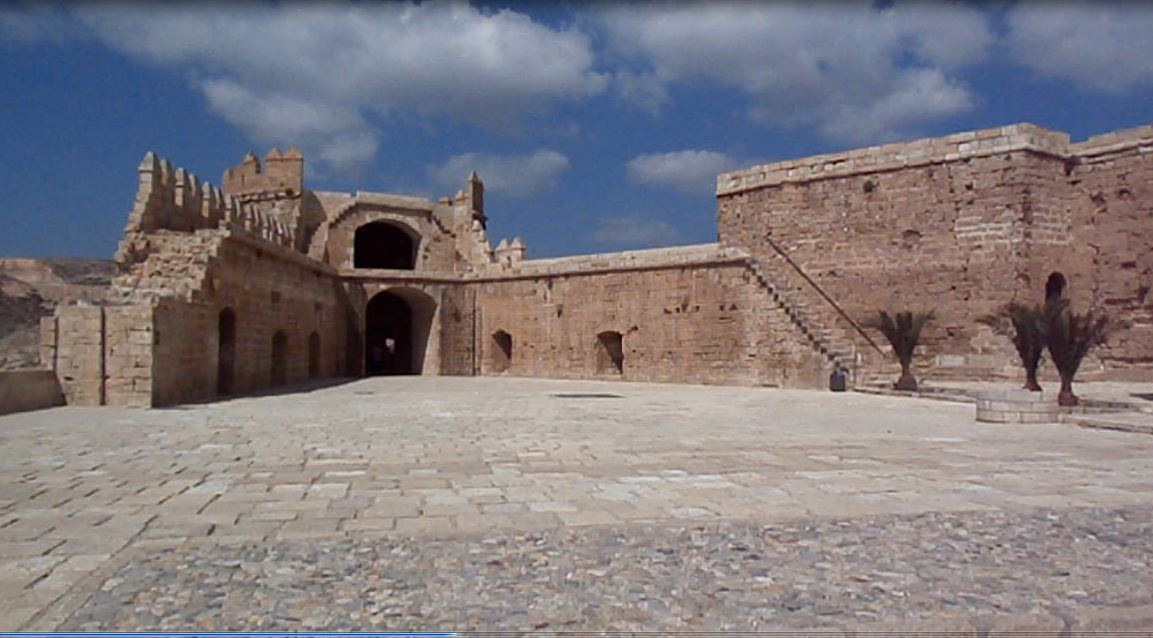
Alcazaba y Murallas del Cerro de San Cristóbal, patio
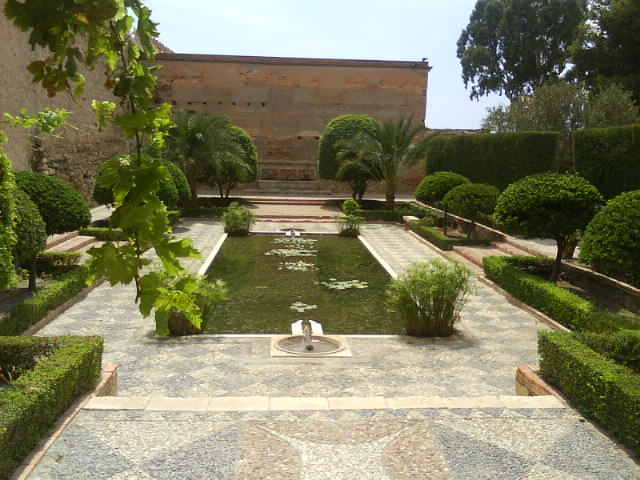
Alcazaba y Murallas del Cerro de San Cristóbal, jardín
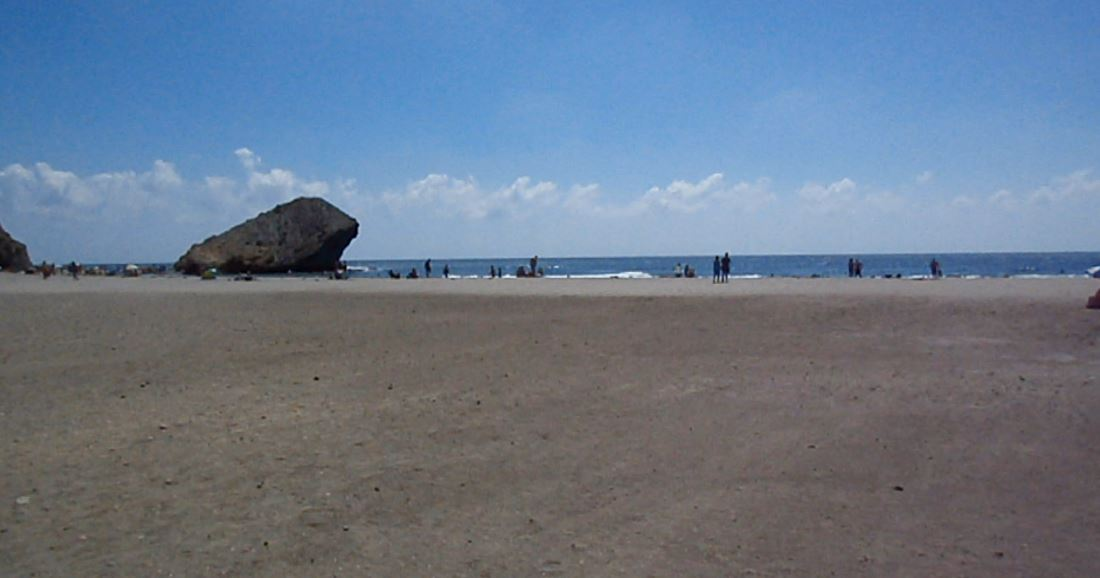
San José Playa de Monsul

## Música
La música del espectáculo fue compuesta por Phillip Stanger, con Kevin Banks como el editor musical y música adicional de John Herberman.
El tema "Behind the Mask" fue compuesto por Spencer Proffer y Steve Plunkett e interpretado por José Feliciano. Sólo el último verso aparece en los títulos de apertura.

## Litigio

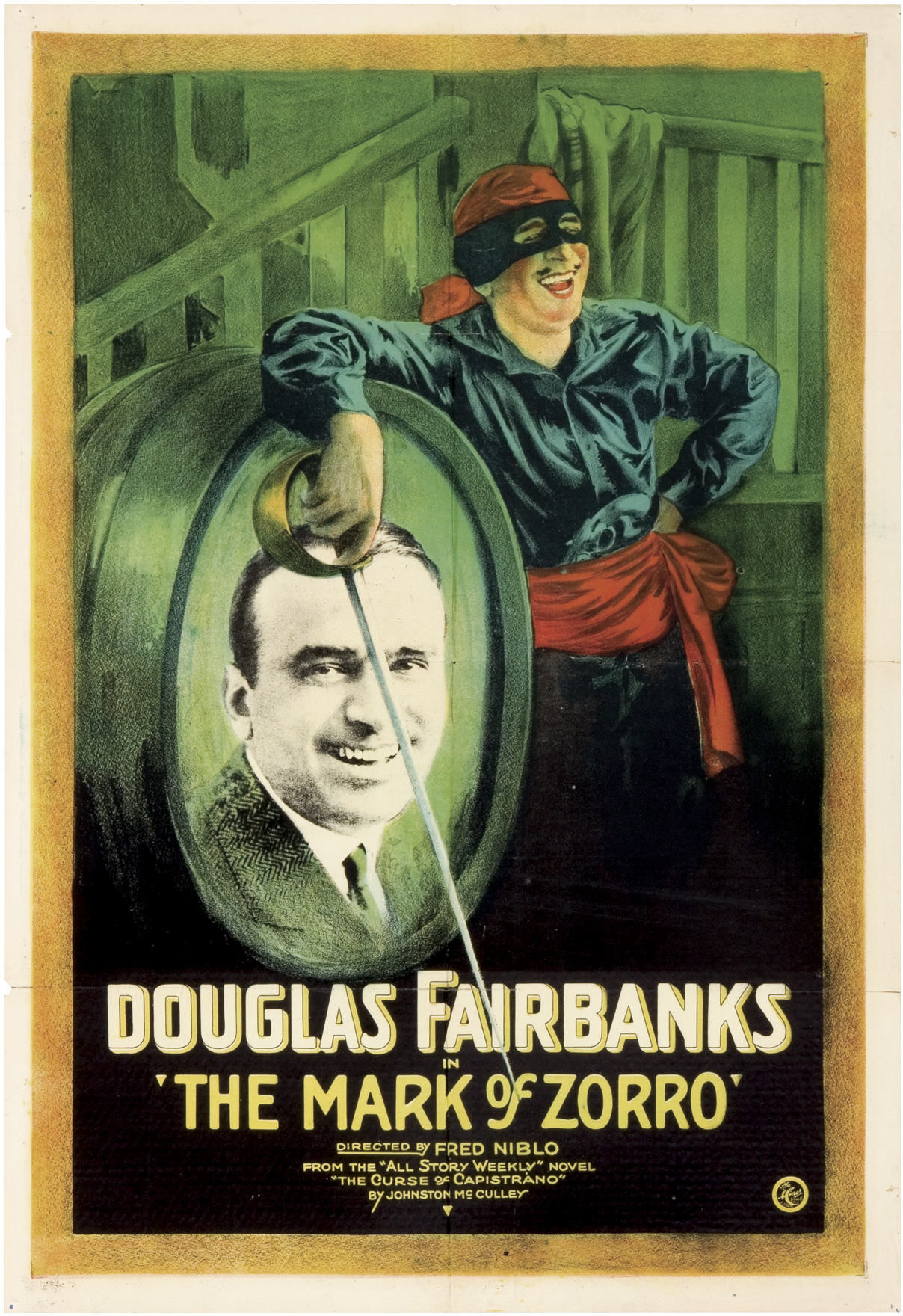
Cartel de la película La marca del Zorro (1920).

En 2001, una medida cautelar solicitada por Sony con el fin de impedir la distribución de Reina de Espadas, le fue denegada. Sony Pictures había afirmado que la serie infringía sus derechos de autor y los derechos conexos de El Zorro. (Sony había producido y distribuido la película La máscara del Zorro, protagonizada por Antonio Banderas y Catherine Zeta-Jones). El Zorro es un personaje de ficción creado originalmente por Johnston McCulley. Los derechos de la película fueron vendidos a Douglas Fairbanks, quien apareció  interpretando al Zorro en una serie de películas, incluyendo la película muda La marca del Zorro. Los derechos de autor de la obra original, La maldición de Capistrano, y la película La marca del Zorro, ya habían expirado.
Sony argumentó que Reina de Espadas era similar a su película La máscara del Zorro. El tribunal rechazó la demanda considerando que los dos personajes no eran similares en lo referente a derechos de autor. Este caso ilustra lo difícil que puede ser probar la violación de los derechos secundarios cuando un tercero crea un material basado en una historia de dominio público.